# Sirenia (együttes)
A Sirenia egy a norvégiai Stavangerben alakult metalegyüttes. Zenéjükben főként a gothic metal és a szimfonikus metal motívumai keverednek. A zenekart Morten Veland, a Tristania együttes alapító tagja hozta létre 2001 januárjában. Dalaikat a heves érzelmek és a hangulat gyakori váltakozása jellemzi, melyek általában az élettel, a halállal, a szerelemmel, a gyűlölettel, a paranoiával és szellemi hanyatlással foglalkoznak.
Első albumukon, az "At Sixes and Sevens"-en Fabienne Gondamin énekelt, ám ő csak egy session-zenészként működött közre, egy évvel később az akkor 18 éves Henriette Bordvik csatlakozott hozzájuk. Vele készült el az "An Elixir for Existence" lemez, ő azonban 2005-ben otthagyta a csapatot, hogy másféle műfajokban is kipróbálhassa magát (jelenleg az Abyssic nevű formáció gitárosa). 2006-ban a dán Monika Pedersen lett az új frontasszony; a "Nine Destinies and a Downfall" vele került rögzítésre. Egy év múlva ő is kilépett a zenekarból, amelynek tagjai ekkor az interneten kerestek új énekest. 2008 tavaszán, több, mint 500 jelentkező közül választották ki a spanyol Pilar Giménez Garciát, alias Ailynt. Az énekesnő szülőhazájában már ismert előadónak számított, tagja volt egy ázsiai popdalok feldolgozását játszó lánycsapatnak és a 2007-es spanyol X-Faktorban is szerepelt, ahonnan a negyedik körben esett ki. Rekordhosszúságú ideig, 8 évig erősítette a zenekart, 2016 nyarán azonban távoznia kellett a zenekarból. Édesanyja ez év májusában tragikus hirtelenséggel elhunyt, amely a hétéves kora óta inzulinhiányos cukorbetegséggel élő énekesnőnél egészségi gondokat idézett elő. Helyére a francia származású Emmanuelle "Emma" Zoldan került, aki hazájában már évek óta elismert operaénekesnőként ténykedett. Ugyanezen év novemberében megjelent a csapat új albuma, a "Dim Days of Dolor", majd 2018 októberében az "Arcane Astral Aeons". A  2021. február 12-én megjelent "Riddles, Ruins & Revelations" című nagylemez jóval modernebb hangzást kapott, mint elődei, ám a csapat törekedett azon jellegzetességek megtartására is, amelyekről a Sirenia felismerhető. Három kislemezes dal jelent meg a lemezről, az "Addiction No. 1", a "We Come To Ruins", valamint Desireless 1986-ban megjelent, nagy sikert aratott "Voyage, Voyage" című szerzeményének feldolgozása. A zenekar legutóbbi albuma, a 2023. május 26-án megjelent "1977". Emma elmondta: mind ő, mind Morten ebben az évben születtek, és a kilométer hosszúságú albumcímek helyett most valami egyszerűbbet akartak. Nagy különbség nincs az új dalok felépítésében, hangzásvilágában az eddigiekhez képest, ám jóval gitárcentrikusabb, mint az előző album.  

## Diszkográfia

### Albumok
- At Sixes and Sevens (2002)
- An Elixir for Existence (2004)
- Nine Destinies and a Downfall (2007)
- The 13th Floor (2009)
- The Enigma of Life (2011)
- Perils of the Deep Blue (2013)
- The Seventh Life Path (2015)
- Dim Days of Dolor (2016)
- Arcane Astral Aeons (2018)
- Riddles, Ruins & Revelations (2021)
- 1977 (2023)

### Középlemez
- Sirenian Shores

### Kislemezek
- My Mind's Eye
- The Other Side
- The Path To Decay

### Videóklipek
- My Mind's Eye
- The Other Side
- The Path To Decay
- The End Of It All
- Seven Widows Weep

## Tagok

### Jelenlegi felállás
- Morten Veland - ének, gitár, basszusgitár, billentyű
- Emmanuelle Zoldan - ének
- Jonathan A. Perez - dob
- Jan Erik Soltvedt - gitár

### Korábbi tagok
- Fabienne Gondamin - ének (2001-2002)
- Henriette Bordvik - ének (2003-2005)
- Monika Pedersen - ének (2006-2007)
- Kristian Gundersen - ének, gitár (2001-2004) csak élő fellépésekkor
- Bjørnar Landa - gitár (2004-2008) csak élő fellépésekkor
- Michael S. Krumins (2008-2011) csak élő fellépésekkor
- Pilar María Del Carmen Mónica Giménez García (Ailyn) - ének (2008-2016)